# Медаль Ушакова
Це стаття про медаль СРСР. Про державну нагороду Російської Федерації див.: Медаль Ушакова (Російська Федерація).
Меда́ль Ушако́ва — медаль, державна нагорода СРСР для осіб рядового та сержантсько-старшинського складу, а також мічманів ВМФ СРСР. Введена указом Президії Верховної Ради СРСР 3 березня 1944 року в один день із встановленням ордену Ушакова, який вручався адміралам та офіцерам флоту. Автори медалі — художники Діодоров і Хомич.
1992 року залишена у системі державних нагород Російської Федерації, формальне впровадження російського аналога радянської медалі — медалі Ушакова здійснене указом від 2 березня 1994.

## Опис
Медаль Ушакова має форму правильного круга діаметром 36 мм, виготовлена зі срібла 925-ї проби.
На лицьовому боці посередині — рельєфне погрудне зображення російського флотоводця Ф. Ф. Ушакова. Уздовж верхнього краю медалі — напис «Адмирал Ушаков»; між словами — п'ятикутна зірочка. Вздовж нижнього краю — лаврові гілки, скріплені внизу стрічкою. Медаль накладена на мініатюрний якір, лапи якого сполучені з нижнім краєм медалі; верхня частина якоря виступає з-під краю медалі.
На зворотному боці — зображення якоря та порядковий номер медалі.
Медаль за допомогою вушка і кільця з'єднується з п'ятикутною колодочкою, обтягнутою шовковою муаровою стрічкою блакитного кольору шириною 24 мм. По краях стрічки — подовжні смужки послідовно синього та білого кольорів шириною відповідно 1,5 та 2 мм. Особливість медалі — срібний якірний ланцюжок, який поверх колодочки з'єднує її верхні кути з вушком медалі.

## Нагородження медаллю
Медаллю нагороджувалися матроси і рядові, старшини і сержанти, мічмани і прапорщики Військово-морського флоту за особисту мужність і відвагу в боях з ворогами Радянського Союзу на морських театрах як у воєнний, так й у мирний час. Право нагородження цією медаллю було надано командирам частин і з'єднань.
Першими медаль Ушакова отримали 20 квітня 1944 р. моряки Чорноморського флоту: мічмани С. В. Горохов, В. П. Степаненко і старшина 1-ї статті В. І. Щевбунов. Двічі медаллю Ушакова нагороджений старшина 2-ї статті Д. Єременко та декілька інших моряків.
Медаль носиться на лівій стороні грудей, за наявності у нагородженого інших медалей СРСР розташовується після медалі «За відвагу».
Станом на 1 січня 1995 року медаллю Ушакова було проведено приблизно 16 080 нагороджень.